# Sanja Radosavljević
Sanja Radosavljević (serbisch-kyrillisch Сања Радосављевић, geboren am 15. Januar 1994 in Pančevo) ist eine serbische Handballspielerin.

## Vereinskarriere
Radosavljević, die auf der Spielposition Linksaußen eingesetzt wird, spielte bei Dinamo und bis zum Jahr 2016 bei RK Radnički Kragujevac. Im selben Jahr wurde sie zur besten serbischen Handballerin gewählt. Ab der Spielzeit 2016/2017 stand sie in Ungarn bei Váci NKSE unter Vertrag. Im Jahr 2021 verließ sie den ungarischen Verein und spielte daraufhin in Slowenien bei Rokometni Klub Krim, mit dem sie 2022 und 2023 sowohl die Meisterschaft als auch den Pokal gewann. Zur Saison 2023/2024 wechselte sie nach Schweden zu Kristianstad HK. Seit dem Sommer 2024 steht sie beim rumänischen Erstligisten CS Măgura Cisnădie unter Vertrag.
Mit den Teams aus Kragujevac, Vác und Ljubljana nahm sie an europäischen Vereinswettbewerben teil.

## Auswahlmannschaften
Sie gewann mit der serbischen Auswahl bei den Mittelmeerspielen 2013 die Goldmedaille und bei der Universiade 2015 die Bronzemedaille.
Für die serbische Nationalmannschaft stand im Aufgebot bei der Weltmeisterschaft 2015, der Europameisterschaft 2016, der Weltmeisterschaft 2017, der Europameisterschaft 2018, der Weltmeisterschaft 2019, der Europameisterschaft 2020, der Europameisterschaft 2022 und der Weltmeisterschaft 2023.
Bis November 2024 bestritt sie 101 Länderspiele für Serbien, in denen sie 279 Tore warf.

## Privates
Sie machte im Jahr 2021 einen Abschluss an einer juristischen Fakultät.